# 太極進退不已功
太極進退不已功(たいきょくしんたいふいこう)は、中国武術の伝統拳である太極拳としての楊式太極拳の楊振鐸(永年楊氏四世)のもとに家伝として残され、楊澄甫の作と伝わる三十二の理論書のひとつ。
「不已」とは止めることができないという意味。
太極進退不已功　　　楊澄甫　伝
掤進捋退自然理、陰陽水火相既濟。
先知四手得來真、採挒肘靠方向許。
四隅從此演出來、十三勢架永無已。
所以因之名「長拳」、任君開展収斂、千萬不可離太極。